# Волов, Вячеслав Теодорович
Вячесла́в Теодо́рович Во́лов (род. 8 марта 1952, Куйбышев) — советский и российский учёный, пятикратный доктор точных и гуманитарных наук: технических (1989), педагогических (2000), экономических (2003), социологических (2010), физико-математических (2011), профессор, член-корреспондент РАО, заслуженный работник высшей школы Российской Федерации, академик РАЕН, РАТ и МАИ, академик МАНПО, академик Нью-Йоркской академии наук, заведующий кафедрой «Естественные науки» Самарского государственного университета путей сообщения, экс-ректор Самарского филиала Современной гуманитарной академии.

## Биография и научно-педагогическая карьера
Родился в семье Теодора Ефимовича и Веры Петровны Воловых. В 1975 году с отличием окончил Куйбышевский авиационный институт им. С. П. Королёва по специальности «Производство летательных аппаратов». Обучался в аспирантуре КуАИ и докторантуре МАИ, Российско-Американского Университета. По окончании аспирантуры защитил кандидатскую диссертацию на тему «Исследование элементов вихревых холодильных устройств и вакуумнасосов с целью повышения их термодинамической эффективности».
В 1975—1981 годах работал инженером отраслевой научно-исследовательской лаборатории, а также ассистентом кафедры в КуАИ; в 1981—1986 годах — старшим научным сотрудником НИИ «Керамзит», с 1991 года — заведующим кафедрой «Физика и экологическая теплофизика» Самарского института инженеров железнодорожного транспорта им. М. Т. Елизарова. В настоящее время — заведующий кафедрой «Естественные науки» Самарского государственного университета путей сообщения.
В 1989 году защитил докторскую диссертацию по техническим наукам на тему «Термодинамика и тепломассообмен сильно закрученных потоков», к тому времени ещё не имел учёного звания ни доцента, ни старшего научного сотрудника. С 2000 по 2011 год защитил ещё 4 докторских диссертаций по различным отраслям науки (педагогические, экономические, социологические и физико-математические).
В 2009 году был избран членом-корреспондентов РАО по отделению философии образования и теоретической педагогики.
В 2019 году за заслуги в научно-педагогической деятельности, подготовке высококвалифицированных специалистов и многолетнюю добросовестную работу был удостоен почётного звания «Заслуженный работник высшей школы Российской Федерации».

## Членства в академиях наук и научных организациях

### Российские государственные академии наук
- член-корреспондент РАО (с 10 декабря 2009 года)

### Российские общественные академии наук
- академик общероссийской общественной организации «Российская академия естественных наук» (РАЕН)
- академик общероссийской общественной организации «Российская академия транспорта» (РАТ)
- академик общероссийской общественной организации «Международная академия информатизации» (МАИ)
- академик некоммерческого партнёрства «Международная академия наук педагогического образования» (МАНПО)

### Международные общественные академии наук
- академик Нью-Йоркской академии наук

### Общественные организации
- член Международного электрооптического общества (США) [5][10]
- член Оптического общества (США)[5]
- член Международной ассоциации достижений наук (США)[5]
- член Международного географического общества (Франция)[5]
- член Международного инженерного общества (США)[5]
- заместитель генерального директора по Европе Международного биографического центра Кембриджа (Великобритания)

### Иные организации
- вице-президент межрегиональной общественной благотворительной организации «Орден милосердия и социальной защиты» (1992)[11]

## Личная жизнь
Женат, супруга Наталья Юрьевна Федосова.
Дети: Николай (род. 1975) — врач (оториноларинголог, челюстно-лицевой хирург, хирург), кандидат медицинских наук (специальность: 14.00.04 — Болезни уха, горла и носа), доцент, Всеволод (род. 1979) — медицинский психолог, кандидат психологических наук (специальности: 19.00.01 — Общая психология, история психологии, психология личности, 19.00.04 — Медицинская психология), Анастасия (род. 1984) — биолог, генетик.
Увлекается изучением искусства, философии, религии, литературой, спортом (бокс, плавание, теннис).

## Основные научные работы
Автор 23 монографий, около 300 научных статей и 25 патентов.
- Термодинамика и тепломассообмен сильно закрученных потоков. — Харьков: Международная авиационная ассоциация, 1992 (в соавт. с В. А. Сафоновым)
- Термодинамика и теплообмен сильнозакрученных звуковых потоков газа в энергетических устройствах и аппаратах. — Самара: Изд-во СамНЦ РАН, 2006. — 315 с. : ил., табл.; ISBN 5-93424-218-0
- Высшее образование как фактор управления социализацией осужденных в исправительных учреждениях. — М.: СГУ, 2009. — 392 с. : ил., табл. — (Современная гуманитарная академия); ISBN 978-5-8323-0657-5
- Модели процессов энергообмена в сильнозакрученных сжимаемых потоках газа и плазмы. — Самара: Изд-во СамНЦ РАН, 2011. — 245 с. : ил., табл.; ISBN 978-5-93424-538-3

### Кандидатская диссертация
- 1980 — диссертация на тему «Исследование элементов вихревых холодильных устройств и вакуумнасосов с целью повышения их термодинамической эффективности», представленная на соискание учёной степени кандидата технических наук по научной специальности 05.14.05[4][5]

### Докторские диссертации
- 1989 — диссертация на тему «Термодинамика и тепломассообмен сильно закрученных потоков», представленная на соискание учёной степени доктора технических наук[5]
- 2000 — диссертация на тему «Системно-кластерная теория и технология повышения качества дистанционного образования в ВУЗе», представленная на соискание учёной степени доктора педагогических наук по научной специальности 13.00.01 — Общая педагогика[5][15]
- 2003 — диссертация на тему «Методология математической идентификации экономических систем микро- и мезоуровня на базе информационно-термодинамических моделей», представленная на соискание учёной степени доктора экономических наук по научной специальности 08.00.13 — Математические и инструментальные методы экономики[5][16]
- 2010 — диссертация на тему «Управление социализацией осужденных в системе высшего образования в условиях исправительного учреждения», представленная на соискание учёной степени доктора социологических наук по научной специальности 22.00.08 — Социология управления[17]; официальные оппоненты: доктор философских наук, профессор Андрющенко Евгений Георгиевич, доктор социологических наук, профессор Патрушев Владимир Иванович, доктор социологических наук, профессор Тихонов Александр Васильевич, ведущая организация — Университет МВД России[5][18]
- 2011 — диссертация на тему «Моделирование процессов энергообмена в сильнозакрученных сжимаемых потоках газа и плазмы», представленная на соискание учёной степени доктора физико-математических наук по научной специальности 01.02.05 — Механика жидкости, газа и плазмы[19]; официальные оппоненты: доктор физико-математических наук, профессор, член-корреспондент РАН Алексеенко Сергей Владимирович, доктор физико-математических наук, профессор Мазо Александр Бенцианович, доктор физико-математических наук, профессор Молочников Валерий Михайлович, ведущая организация — Казанский национальный исследовательский технический университет им. А. Н. Туполева[20]

## Награды
- 2002 — лауреат премии губернатора Самарской области по науке в области экономики[5]
- 2004 — медаль «Учёный» (Международный биографический центр Кембриджа, Великобритания)[5]
- 2008 — почётный работник высшего профессионального образования Российской Федерации
- 2019 — заслуженный работник высшей школы Российской Федерации[9]
- лауреат премии Леонардо да Винчи (Кембридж, Великобритания)[5]
- лауреат конкурса «Элита информациологов мира» (Международная академия информатизации)[5]
- обладатель гранта по программе «Business for Russia»[5]